# Ispell

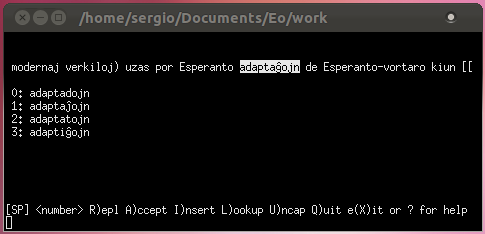
Przykład działania oprogramowania Ispell w języku esperanto

Ispell – program do sprawdzania pisowni dla systemów uniksowych. Został zastąpiony programem Aspell. Ispell jest programem napisanym w 1971 roku w asemblerze dla komputerów PDP-10 przez R.E. Gorina. Później przepisano go w języku C.